# 麗猫伝説
『麗猫伝説』（れいびょうでんせつ）は、大林宣彦監督のテレビドラマとその映画化作品。

## 概要
日本テレビ系「火曜サスペンス劇場」の放送100回記念作品として、1983年8月30日に放送されたドラマ(テレビ映画)。主演は入江たか子、入江若葉。その後映画化された（後述）。

## テレビドラマ
本作は、(劇中で)かつて“日本のハリウッド”と呼ばれた、尾道にある「瀬戸内キネマ」(架空)を舞台に“不老の伝説的美人女優”をめぐるミステリー及びホラーファンタジー作品。物語の主軸である不老の伝説的美人女優・龍造寺暁子役を務めるのは、銀幕のスターとして名を馳せた入江たか子と、実娘で大林宣彦作品の常連女優・入江若葉(二人一役)。また、ロケ撮影は大林の故郷である尾道で行われた。
ビリー・ワイルダー作品を思わせる設定、その他セリフ、撮影、美術、音楽、演出…細部に至るまで詰め込まれた“映画愛”に胸が熱くなる傑作。また、本作のタイトルテロップ直前に「遙かなる映画に捧げる悲歌(エレジー)」と表記される。
2020年4月に大林監督が逝去したことを受け、同年11月6日に本作(ドラマ版)のDVDが、映像制作会社ディメンションが運営する「幻の映画復刻レーベルDIG」(通称・DIGレーベル)から発売された。DVDの本編には、放送当時に使用された「火曜サスペンス劇場」のCM前後の名アイキャッチも放送当時のまま収録されている。
冒頭で作中のプロデューサーが映画館で鑑賞する、暁子主演の化け猫映画として『怪猫有馬御殿』の映像が使用されている(下記・スタッフの欄)。同映画で有名なシーンの一つである、入江たか子演じる女の生首が飛ぶシーンも本作で使われている。ただし『麗猫伝説』内では、暁子の共演者として柄本明演じる田沼譲治が化け猫映画に出演している設定になっている。
作中では2つの劇中劇が含まれており、本記事では区別のため、「瀬戸内キネマ」で撮影される映画を「劇中劇の映画」、竜造寺暁子出演の過去の化け猫映画を「化け猫映画」と表記。

### 章タイトル
本作では、本編にテロップで下記の章タイトルが表記されている。
- 第1の章「窓辺の麗人」
- 第2の章「島へ……」
- 第3の章「傷ましき輝きの日々」
- 第4の章「海の恋人たち」
- 第5の章「許されざる人々」
- 第6の章「誘惑」
- 第7の章「回想１」
- 第8の章「時の輪舞」
- 第9の章「ふたつの愛」
- 第10の章「回想２」
- 第11の章「帰還」
- 第12の章「回想３」
- 第13の章「復活」
- 第14の章「別れの微笑」
- 第15の章「夜の媚薬」
- 第16の章「潜入」
- 第17の章「邂逅」(かいこう)
- 第18の章「眠りへの誘い」
- 第19の章「悲しみの真昼」
- 第20の章「罪深き視線」
- 第21の章「脱出」
- 第22の章「追憶・絶望」
- 第23の章「大団円」

### あらすじ
尾道の島で細々と映画製作が行われる撮影所「瀬戸内キネマ」は、かつて“日本のハリウッド”と呼ばれていた。島からほど近い小島の邸宅には、30年前に引退した往年のスター女優・竜造寺暁子が執事・水森と共にひっそりと暮らしていた。198X年の夏、週刊誌で現在の暁子の写真を見た映画プロデューサーは、引退時と変わらぬ美貌に驚き、新作映画の話題作りに彼女の復帰を思いつく。無名のシナリオライター・志村良平はプロデューサーから島に呼ばれ、暁子の過去のヒット作である化け猫映画の新作の脚本を書くよう指示される。良平の恋人・陽子は、彼が暁子の邸宅に住み込みでシナリオを書くことになったと聞いて不機嫌になるが、彼の将来のため渋々送り出す。翌日小島の邸宅に訪れた良平は、暁子の歓迎を受けてシナリオ執筆を開始するが、彼女を愛する水森から敵視され始める。
遡ること30年前、暁子は化け猫映画でヒロインを務め、その相手役・田沼譲治と私生活で交際していた。クランクアップ前夜、田沼から突然別れを告げられた暁子は、思い余って持っていた矢で彼を死なせてしまう。暁子が田沼を殺めた事実を知った水森は彼女と突如映画界を引退し、夢うつつとなった彼女と小島で暮らし始めた。月日は流れたが暁子は不思議と美貌を保ち続け、198Xに田沼と瓜二つの良平が小島にやって来たのだった。執筆の合間に良平と海で戯れた暁子は喜びに溢れ、妖しい魅力を放つ彼女に彼は強く惹かれていく。
シナリオの途中経過を知らせに黙って撮影所に訪れた良平は、陽子から邸宅に戻るのを引き留められる。一方邸宅に良平の姿がないことに気づいた暁子はうろたえ、水森はこれに乗じて彼女に彼を諦めさせようとする。その直後鏡を見た暁子は老婆である本来の姿にショックを受け、同時に田沼を殺めた記憶を取り戻し“長い夢”から目を覚ます。しかし翌日、良平に田沼の面影を重ねていた暁子は彼への愛により再び若返り、数日後邸宅に戻ってきた良平に歓喜する。
一方“猫のような仕草の暁子が良平を誘惑する悪夢”を見た陽子は、彼を連れ戻しに彼女の邸宅へと向かう。良平と対面する陽子だったが、暁子との食事の席でワインを飲むと、事前に水森が入れた睡眠薬により眠ってしまう。その夜別室で目覚めた陽子は水森にムチで打たれ、傷つきながらも必死に逃げて良平を探しに部屋を出る。陽子はようやく良平を見つけるが、彼を妖しく誘惑する暁子と目が合い、ぞっとして思わず部屋を飛び出してしまう。
化け猫のような形相となった暁子に追いかけられた陽子は屋敷内を逃げ惑うが、すんでのところで小島から脱出する。翌日「暁子が愛していたのは田沼」と気づいた良平は正気に戻り、屋敷から出ていこうとする。しかし暁子は、過去の化け猫映画のヒロインの姿となり、猫の仕草で不思議な力を使い良平を追い詰めていく。翌日人を連れて再び小島に訪れた陽子は、崖の上で横たわる良平と老婆姿の暁子の遺体を見つけて呆然と立ち尽くす。

### キャスト
竜造寺暁子（りゅうぞうじあきこ）
演 - 入江たか子／入江若葉（二人一役）
元銀幕の大スター女優。年は70歳前後とされるが、作中では現役時代と変わらぬ美貌を保っている。30年ほど前に主演映画である化け猫映画の完成間近に謎の引退をし、小島を買い取って邸宅で隠居生活を送る。水森からは、「猫のような目をしていて性格も気まぐれな所がある」と評される。本人によると「過去にハリウッドから往年のスターたちを邸宅に招いて食事でもてなしたことがある」とのこと。黒猫を飼っている。趣味はタロット占い。
志村良平
演 - 柄本明
無名のシナリオライターの青年。冒頭の映画プロデューサーから呼ばれて、瀬戸内キネマ撮影所に訪れる。プロデューサーから傑作シリーズである暁子主演の化け猫映画の新作シナリオを書くよう指示される。冒頭で陽子から同棲に誘われるほどの関係だが、直後に暁子に出会ったことで彼女の美しさに惹かれる。陽子に「40も年上の女性とどうにかなるわけない」と説得して、暁子の邸宅で住み込みでシナリオを書きに向かう。
田沼譲治
演 - 柄本明（一人二役）
30年前の化け猫映画で暁子の相手役を務めた俳優。故人。私生活では、暁子の恋人同士だった。スター女優の暁子と映画で何度も共演したことで知名度を上げた。化け猫映画の後、ハリウッド映画でグレタ・ガルボの恋人である東洋人役として出演予定だった。化け猫映画の完成間近に暁子に殺されたが、業界関係者の間では「暁子と同時期に俳優を引退してその後ハリウッドに渡った」ことにされている。
陽子
演 - 風吹ジュン
良平の恋人。冒頭の映画の記録係らしき仕事を担当。これまで良平が時々島に訪れる形で会ってきた。撮影所がある島で育ったが、以前から早く島を出たいと思っている。首から下げている紐付きのストップウォッチは、父親の形見。父親は監督業をしていたが作品はヒットしなかった模様。良平が暁子と会ってから、2人の仲に疑いを持ち始める。
水森
演 - 大泉滉
元化け猫の監督で、現在は小島の邸宅で執事として暁子と暮らしている。執事でではあるが、元監督なため暁子からは今でも“先生”と呼ばれている。過去に映画界では偉大な監督として知られ、暁子を発掘してスター女優として育てた人物でもある。長年暁子に片思いしている。過去に暁子とコンビを組み、代表作の化け猫映画を含めて数々の作品で大ヒットを飛ばした。立原から「炎のように激しく氷のように冷静な性格で威厳と自信に溢れ、映画作りでは少しの妥協も許さない完全主義者」と評されている。作中では暁子には優しく語りかけるが、それ以外の者には威圧的な態度で命令口調で話す。特技はピアノ演奏で、作中で本作のテーマ曲のメロディを弾くシーンがある。後半で使うムチは、騎馬鞭を用いている(詳しくは、鞭を参照)。
立原
演 - 峰岸徹
自称・悪徳芸能ルポライター。以前から暁子の若さの秘密に興味を持ち、冒頭で小島の邸宅外に訪れて彼女の現在の姿を隠し撮りして週刊誌に載せる。キザな人物で、いつもパナマ帽らしき帽子を被り、上下白のスーツを着ている。妻と幼い娘がいたが、何年も前に2人を亡くした模様。撮影所がある島から小島への移動にはボートなどを使わず、なぜか毎回服を着たまま泳いで渡っている。約30年前の暁子、水森、田沼の謎の引退について独自に調べ始める。
やまがたプロデューサー
演 - 平田昭彦
週刊誌に載った現在の暁子の写真を見て、現役時代の美しさを保っていたことから「映画の企画の目玉になる」と興味を持つ。40年前は映画の新米企画部員だった。劇中劇の映画の撮影中に高島監督とヒロインのマネージャーがモメだしたため、仲裁に入る。立原に頼まれて、引退時の暁子が主演を務めた未完作の化け猫映画のフィルムを見せる。
もう一人のプロデューサー
演 - 坊屋三郎
作中では、多くの時間をやまがたと共に行動している。往年のスター女優の暁子の現役時代を思い浮かべて「この世のものとは思えない美貌だった」と褒め称える。やまがたと同じく、新作の化け猫映画で暁子を使ってヒット作にすることを目論む。その制作発表までに現在の暁子の写真を撮ってくるよう、立原に依頼する。
高島監督
演 - 薩谷和夫
「瀬戸内キネマ」の隆盛期に水森と共に“2大巨匠”と称された元映画監督。過去に水森が“芸術派の水森”と呼ばれたのに対し、“叙情派の高島”と称された。現在は“髪結いの亭主”としてのんびり暮らしている。店内に、過去の映画ポスターや暁子の写真を大事に飾っている。監督業に未練があり、自宅窓から双眼鏡で撮影所を見るのが日課。久しぶりに会った立原と自身の監督時代の話と共に「暁子と水森の引退時に田沼譲治も引退したらしい」と伝える。美容室を営む妻は、腕のいい元メイクアップアーティスト。
マネージャー
演 - 千石規子
劇中劇の映画のヒロイン役を演じる“らぶたん”のマネジャー。本業が歌手であるらぶたんの演出を巡って、劇中劇を撮影する監督（演：伊豆肇）と口論になり、彼女を連れて帰ろうとする。作中の撮影現場では、暇つぶしに編み物をしている。
悪役
演 - 大前均
劇中劇の映画の悪役。西部劇のような劇中劇のラストシーンでバー店内でヒロインを人質に取り、ジャックに拳銃を向ける。
役者
演 - 内藤陳
劇中劇の映画のジャック役。劇中劇のラストシーンで“悪役”に拳銃で撃たれる。身のこなしが軽く手先も器用で、特にガンスピン(拳銃をくるくる回すガンプレイ)が得意。ある日劇中劇の撮影中にトラブルが発生したため、作品が完成するか不安になる。
劇中劇の映画監督
演 - 伊豆肇
本作の冒頭で、劇中劇の映画の撮影を行う。立派な人物に見えるが、60歳ぐらいになった現在でも実家で暮らす母親から毎月生活費をもらっている。プライドが高く、やまがたから若手映画監督のように手軽な撮影をするよう言われてへそを曲げる。また、昔の映画製作にこだわり、最近の若手監督による映画を嫌っている。
マカロニ監督
演 - 佐藤允
劇中劇の映画監督が途中降板した後、やまがたに呼ばれて撮影所にやって来る。映画が途中で撮影中止になると、スタッフ・共演者たちの人生も変えてしまうため、快く彼らに協力する。その撮影時に突然ボロボロの服を着た陽子が入ってきたのを、劇中劇の演出と勘違いする。

### スタッフ
- 監督 - 大林宣彦
- 脚本 - 桂千穂
- 音楽 - 三枝成彰、大林宣彦
- 企画 - 小坂敬、山本時雄
- プロデューサー - 山口剛、宍倉徳子
- 撮影監督 - 阪本善尚(J.S.C)
- 美術 - 山口修
- 照明 - 高野和男
- 録音 - 磯崎倉之助
- 編集 - 大林宣彦、石井香奈江
- 助監督 - 小倉洋二
- メイク - 岡野千江子(オフィス・コジマ)
- 衣裳 - 内海真敏
- 製作 - 日本テレビ、円谷プロダクション
- 作曲 - 大林宣彦
- 編曲 - 三枝成章
- 唄 - 岩崎宏美「家路」(「火曜サスペンス劇場」のテーマ曲として)
- 音楽協力　日本テレビ音楽
- フィルム提供 - 大映株式会社映像事業部『怪猫有馬御殿』(監督・荒井良平)

## 劇場版
化け猫映画へのオマージュ的作品。先述の「火曜サスペンス劇場」のドラマとして作られた16ミリ作品を、1998年に劇場で上映された。

### スタッフ
- 監督 - 大林宣彦
- 脚本 - 桂千穂
- 音楽 - 三枝成彰、大林宣彦
- 企画 - 小坂敬、山本時雄
- プロデューサー - 山口剛、宍倉徳子
- 撮影監督 - 阪本善尚(J.S.C)
- 美術 - 山口修
- 照明 - 高野和男
- 録音 - 磯崎倉之助
- 編集 - 大林宣彦、石井香奈江
- 助監督 - 小倉洋二
- メイク - 岡野千江子(オフィス・コジマ)
- 衣裳 - 内海真敏
- 製作 - 日本テレビ、円谷プロダクション
- 作曲 - 大林宣彦
- 編曲 - 三枝成章
- 唄 - 岩崎宏美「家路」(「火曜サスペンス劇場」のテーマ曲として)
- 音楽協力　日本テレビ音楽
- フィルム提供 - 大映株式会社映像事業部『怪猫有馬御殿』(監督・荒井良平)